# Jeanne Thil
Jeanne Thil (Epernay, Marne, hacia 1887-1968) fue una pintora francesa del siglo XX.

## Biografía
Estudió con Charles Fouqueray y Ferdinand Humbert. Fue miembro del Salón de Artistas Franceses y ganó una medalla de plata en 1920 en el Salón de Artistas Franceses. En 1921 ganó una beca con la que viajó a Túnez.

Visitó España y trabajó en Ávila y Segovia. El Museo del Prado conserva una pintura suya, un pequeño lienzo que representa a una joven madre con un bebé en los brazos. Según el Museo del Prado, sus expertos consideran que la obra  se puede fechar en los primeros años del siglo XX por la técnica utilizada. Usó una  técnica pictórica que descuida el dibujo y da prioridad a las calidades matéricas y a las texturas. Su pincelada es pastosa y  arrastra el óleo por la superficie. La obra ingresó en el Prado procedente del antiguo Museo de Arte Moderno.

Ganó diversos premios a lo largo de su carrera. Con su obra "Encantador de serpientes en Kairouan" obtuvo una medalla de oro en 1924 en Túnez. También consiguió el Premio James Bertrand por una composición histórica "Les Bourgeois se rendant à Edouard III" que estaría destinada al Ayuntamiento de Calais. Pintó varios murales para la línea marítima de Ile-de-France en el vestíbulo de la Compañía Transatlántica en Marsella. y en el Pabellón de Turismo en París, carteles orientalistas, una ilustración muy notable para "La Historia de Gotton Connixloo" de la Sra. Camille Mayran, una serie de cuatro paneles grandes que retratan el esplendor del regimiento Royal-Picardy para un palacio en Le Touquet,y otra serie de composiciones para el Ayuntamiento de este balneario.